# Orphnus brunneus
Orphnus brunneus är en skalbaggsart som beskrevs av Benderitter 1912. Orphnus brunneus ingår i släktet Orphnus och familjen Orphnidae. Inga underarter finns listade i Catalogue of Life.